# Маргарита II (графиня Фландрии)
Маргарита II Фландрская (фр. Marguerite II de Flandre; 2 июня 1202 — 10 февраля 1280), также известная как Маргарита де Эно (фр. Marguerite de Hainaut) и Маргарита Константинопольская (фр. Marguerite de Constantinople) — графиня Фландрии и Эно (Геннегау) с 1244 года до отречения 29 декабря 1278 года. Вторая дочь императора Латинской империи, графа Фландрии, Эно (Геннегау) и Намюра Балдуина (Бодуэна) I, и Марии Шампанской, дочери графа Шампани и Бри Генриха I.

## Биография
В 1212 году Маргарита вышла замуж за Бушара д’Авен, бальи Эно. Старшая сестра Маргариты, Жанна, графиня Фландрии и Эно осудила этот брак, считая его недопустимым, поскольку Бушар ещё ребёнком был посвящён служению богу и поставлен протодьяконом. Папа Иннокентий III признал этот брак в 1216 году недействительным, но формально он расторгнут не был, а супруги продолжали жить вместе. От этого брака родилось 3 ребёнка, один из которых умер в младенчестве. В 1219 году Бушар был заключен в тюрьму, из которой его освободили в 1221 году с условием, что он покинет жену и отправится в Рим за отпущением грехов.
Пока он был в Риме, Маргарита по настоянию сестры в 1223 году вышла замуж за Гильома II де Дампьера. Этот брак вызвал скандал, поскольку первый брак расторгнут так и не был. Конфликт, возникший в итоге между домами Дампьер и Авен, не утихал несколько десятилетий. Авены заявляли о своем праве первородства, а Дампьеры не признавали наследниками сводных братьев, называя их бастардами.
5 декабря 1244 году умерла сестра Маргариты, бездетная графиня Жанна (её единственная дочь, Мария, умерла в 1236 году), после чего Фландрия и Эно перешли к Маргарите. Но практически сразу возобновился спор за наследство между детьми Маргариты. Ещё в 1235 году король Франции Людовик IX добился примирения между Маргаритой и Жаном, старшим из её сыновей от первого брака, предусмотрев неравный раздел наследства: Авены получали две седьмых, а Дампьеры — пять седьмых. Но дело осложнялось тем, что часть наследства находилось во Франции (графство Фландрия), а часть — в империи (графство Эно (Геннегау)).
В 1245 году император Фридрих II пожаловал Маргарите ещё и маркграфство Намюр, но оно находилось в залоге у французского короля за большую ссуду, которую король одолжил императору Константинополя Балдуину II.
В 1246 году в преддверии крестового похода Людовик IX и папский легат Эд де Шатору добились примирения сторон, предоставив Эно Авенам, а Фландрию — Дампьерам. Маргарита наделила титулом графа Фландрии своего старшего сына Гильома. Графом Эно стал Жан I д'Авен. 19 мая 1250 года Гильом с Жаном I д’Авен подписали соглашение по поводу Намюра, оммаж на которое в 1249 году Маргарита уступила Жану. В том же году Римская курия признала, наконец, законные права Авенов. Но 6 июня 1251 года на турнире группа рыцарей убила Гильома. В убийстве обвинили Авенов, после чего борьба возобновилась снова.
Гильом детей не оставил. Маргарита признала своим наследником другого сына, Ги. В отсутствие Людовика IX, который был в Святой земле, Ги принес оммаж его матери, Бланке Кастильской в 1252 году. При этом граф Голландии и антикороль Вильгельм II, союзник Авенов, на основании того, что Маргарита не принесла ему оммаж за владения на территории Священной Римской империи, объявил их конфискованными, что привело к войне.
В 1253 году Ги вместе с младшим братом Жаном, унаследовавшим сеньорию Дампьер, а также с другими французскими баронами предпринял попытку захватить Зеландию. Но высадка на Вальхерене закончилась неудачно. В июле 1253 года оба брата и многие французские бароны попали в плен к Флорису, брату антикороля Вильгельма II. Французских баронов Флорис отпустил, а Ги с Жаном были отпущены только в 1256 году, когда графиня Маргарита согласилась уплатить большой выкуп.
Для того, чтобы поправить свои дела, Маргарита обратилась за помощью к брату Людовика IX — Карлу I Анжуйскому, предложив ему графство Эно и пост регента Фландрии. Одновременно она признала сюзеренитет короля Франции над находившейся в составе Империи Ваасской области. Карл начал стягивать войска в графство. Но вернувшийся в 1254 году из крестового похода Людовик IX приказал Карлу отказаться от графства Эно.
После смерти антикороля Вильгельма II Авены лишились поддержки империи. 24 сентября 1256 года графиня Маргарита и её сыновья Авены при посредничестве короля Людовика IX заключили Перронский договор, по которому за Авенами было окончательно закреплено графство Эно, а за Дампьерами — Фландрия. При этом Жан I д’Авен вынужден был отказаться от прав на Намюр.
Маргарита носила титул графини Фландрии до 29 декабря 1278 года, когда она отреклась от него в пользу Ги де Дампьера.

## Брак и дети
1-й муж: с до 23 июля 1212 (аннулирован в 1215, расторгнут в 1221) Бушар (1182—1244), сеньор д'Авен, бальи Эно. Дети:
- Бодуэн (ум. до 1219)
- Жан I (апрель 1218— 24 декабря 1257), сеньор д’Авен с 1244, граф-наследник Эно с 1250
- Бодуэн (сентябрь 1219 — 10 апреля 1295), сеньор де Бомон

2-й муж: с 1223 Гильом II (1196 — 3 сентября 1231), сеньор де Дампьер. Дети:
- Гильом II (III) (1224 — 6 июня 1251), сеньор де Дампьер (Гильом III) с 1231, граф Фландрии (Гильом II) и сеньор де Куртре с 1246
- Ги (1225/1226 — 7 марта 1305), граф Фландрии с 1251, маркграф Намюра с 1263
- Жан I (ум. 1258), сеньор де Дампьер с 1251
- Жанна; 1-й муж: с 1239 Гуго III (ум. 1243), граф Ретеля; 2-й муж: с 1243 Тибо II (ум. 1291), граф де Бар